# SN 2010jl
SN2010jl var en supernova av typ IIn i dvärggalaxen UGC 5189A.